# Sture Ericsson
Sture Henrik Ericsson, posteriorment Ewréus (Örebro, 15 de gener de 1898 – Helsingborg, 30 de setembre de 1945) va ser un gimnasta artístic suec que va competir a començaments del segle xx.
El 1920 va prendre part en els Jocs Olímpics d'Anvers, on va guanyar la medalla d'or en el concurs per equips, sistema suec del programa de gimnàstica.